# Walter Süskind
Walter Süskind (29 de octubre de 1906 – 28 de febrero de 1945) fue un judío alemán de origen holandés que, como director del Hollandsche Schouwburg de Ámsterdam, participó, junto con otras personas y grupos de la resistencia, en un plan que consiguió salvar a entre 600 y 1.000 niños de la deportación a los campos de concentración.

## Biografía
Walter Süskind nació en Lüdenscheid (Alemania) el 29 de octubre de 1906. Fue el primer hijo de Hermann Süskind y Frieda Kessler, que tuvieron otros dos hijos, Karl (1908) y Alfred (1911), y un hijo adoptivo, Robert Salzberg. La familia Süskind se trasladó a Giessen en 1913, cuando Walter tenía siete años. Otros dos hijos de Hermann y Frieda nacidos en 1917 y 1918 murieron en el día de su nacimiento.
Walter Süskind estudió en la Escuela de Comercio y en 1928 comenzó a trabajar en la fábrica de margarinas Bölk und Co., en Neustadt/Harz. En 1930 se trasladó a Saarbrücken, donde se casó ese mismo año con Johanna Natt, de Giessen, nacida también en 1906. En 1931 se trasladó a Colonia como director de ventas de la empresa para Prusia y Polonia.
En 1938, a causa del auge del antisemitismo en Alemania y al tener doble nacionalidad alemana y holandesa, gracias a su ascendencia holandesa por parte paterna, Süskind pudo emigrar con su mujer, su madre y su suegra a los Países Bajos, estableciéndose primero en Bergen op Zoom, donde trabajó como representante del nuevo consorcio británico-neerlandés Unilever, que había adquirido la compañía en la que trabajaba en Alemania. En marzo de 1939 nació su hija Yvonne.
Süskind esperaba emigrar a los Estados Unidos, como había hecho en 1937 su hermano Robert, con el que mantuvo correspondencia sobre esa cuestión. Pero tras la invasión de los Países Bajos por las tropas alemanas en mayo de 1940, los judíos holandeses empezaron a ser perseguidos, y en julio de 1941 los alemanes prohibieron la emigración.
A causa de su origen judío, Süskind perdió su trabajo y, en marzo de 1942 tuvo que trasladarse a Ámsterdam con su esposa y su hija, por orden de las fuerzas de ocupación.
El Teatro Holandés de Ámsterdam (Hollandsche Schouwburg) se convirtió en uno de los centros de agrupamiento para la deportación de los judíos al campo de tránsito de Westerbork y posteriormente a los campos de concentración y exterminio. En julio de 1942, el Consejo Judío de Ámsterdam, constituido en 1941 por las autoridades alemanas, nombró a Süskind director del teatro, donde fue responsable del personal judío del mismo. En espera de su deportación, los niños judíos eran llevados, sin sus padres, a una guardería, situada enfrente del teatro y a dos casas de distancia de la Hervormde Kweekschool (Escuela Reformada de Formación de Profesores). En la parte trasera, los jardines de la guardería y de la Hervormde Kweekschool eran contiguos.
Gracias a su carácter y a que hablaba perfectamente alemán, Süskind logró ganarse la confianza del oficial de las SS Ferdinand aus der Fünten (1909-1989), encargado de la Oficina Central para la Emigración Judía en Ámsterdam, y de su personal. Según algunas fuentes, Süskind y aus der Fünten se conocían de la escuela. Esa confianza le facilitó involucrarse en un plan para rescatar a los niños, pero también provocó recelos en algunos judíos que lo consideraban un colaboracionista.
Aprovechando la parada del tranvía ante el Hollandsche Schouwburg y las distracciones de los guardias, y quizá también su complicidad, probablemente pagada con favores, los niños eran llevados desde la guardería a la Hervormde Kweekschool, donde los introducían en mochilas, bolsas de compra o cestas de ropa sucia para ser llevados a lugares seguros y a familias de acogida en el campo, en Frisia y Limburgo. Siempre se pedía a los padres su consentimiento. En el Hollandsche Schouwburg, Süskind y Felix Halverstad (1904-1978) falsificaron las listas y eliminaron las fichas de los huidos y sus nombres de los registros.
En el plan participaron, además de Süskind y Halverstad, la directora de la guardería Henriette Henriques Pimentel (1876-1943), el director de la Hervormde Kweekschool Johan van Hulst (1911-2018), Harry Cohen (1920), que trabajaba en el Consejo Judío, las trabajadoras de la guardería Sieny Kattenburg (1924-2019; posteriormente Sieny Cohen-Kattenburg, tras casarse con Harry Cohen, para lo cual, al ser menor de edad, necesitó el permiso de sus padres, ya deportados a Westerbork), Virrie Cohen (1916-2008) y Hilde Jacobstahl (1925-2015), y grupos de la resistencia holandesa, como el Comité Infantil de Utrecht (Utrechts Kindercomité) y el Grupo de Estudiantes de Ámsterdam (Amsterdamse Studenten Groep), liderados por Piet Meerburg (1919-2010), el grupo Naamloze Vennootschap (Sociedad Anónima, abr. NV), dirigido por Joop Woortman (1905-1945) y el grupo Trouw, ligado al periódico del mismo nombre.
Gracias a este plan se pudo salvar a entre 600 y 1.000 niños, según las estimaciones. Aunque hubo sospechas y los alemanes interrogaron a Süskind, su relación con aus der Fünten probablemente le ayudó, y la operación nunca fue delatada ni descubierta.
El 26 de julio de 1943 todos los niños, la directora y los trabajadores de la guardería fueron trasladados al Polderweg, otro centro de agrupamiento para la deportación, del que solo regresaron Sieny Cohen-Kattenburg y Virrie Cohen. Debido a las numerosas redadas la guardería volvió a llenarse y continuó el plan de huida de los niños.
Sin embargo, el 25 de septiembre de 1943, Süskind fue detenido y enviado a la prisión de Scheveningen durante tres días. El 29 de septiembre la guardería fue cerrada y los últimos judíos de Ámsterdam fueron deportados al campo de tránsito de Westerbork, y con ellos Süskind, su mujer y su hija. Gracias a una carta de aus der Fünten, Süskind fue puesto en libertad, pero su mujer y su hija permanecieron en Westerbork como medio de presión, y a pesar de varios intentos de la resistencia por liberarlos.
El 2 de septiembre de 1944 Süskind se enteró de que su mujer y su hija iban a ser deportadas al campo de concentración de Theresienstadt y fue a reunirse con ellas. Posteriormente fueron llevados al campo de concentración de Auschwitz-Birkenau. A su llegada a Auschwitz, su mujer y su hija fueron enviadas a las cámaras de gas, el 25 de octubre de 1944.
Walter Süskind murió a comienzos de 1945, probablemente el 28 de febrero de 1945 en una de las denominadas marchas de la muerte, cuando los nazis evacuaron a los prisioneros de Auschwitz, ante la cercanía de las tropas soviéticas.
Otras versiones indican que Süskind pudo morir asesinado en Auschwitz por otros internos, que lo consideraban un colaboracionista.

## Reconocimientos
En 1972 se inauguró en Ámsterdam un nuevo puente levadizo de madera al que se le dio el nombre de Walter Süskind (Walter Suskindbrug) y en el que se puso una placa conmemorativa.
En Giessen, la ciudad en la que creció Walter Süskind, hay actualmente una calle con su nombre.
En 1989, gracias al trabajo de Maurice y Nettie Vanderpol, supervivientes del Holocausto, se creó en el Wang Center de Boston, actualmente Boch Center, el Walter Suskind Memorial Fund, destinado a la llevar a cabo iniciativas relacionadas con la educación artística para los jóvenes.
En la IVKO-school en Plantage Middenlaan 31, donde estuvo la guardería, hay una placa conmemorativa dedicada a todos los que durante la ocupación alemana ayudaron a los niños judíos a evitar su deportación.
En 2005 se estrenó el documental Secret Courage - The Walter Suskind Story, de Tim Morse, que tuvo como asesor a Maurice Vanderpol, y en el que se incluyen entrevistas a cuidadoras, miembros de la resistencia, personas que fueron salvadas en el plan, otros supervivientes e historiadores.
En 2012 se estrenó la película holandesa Süskind, de Rudolph van den Berg.

## Películas
- Documental Secret Courage - The Walter Suskind Story (2005, Tim Morse, Estados Unidos).
- Süskind (2012, Rudolph van den Berg, Países Bajos) en IMDb.com.